# Riesenglanzstar
Der Riesenglanzstar (Lamprotornis australis) aus der Gattung der Eigentlichen Glanzstare (Lamprotornis) ist eine Vogelart aus der Familie der Stare (Sturnidae) und gehört zu der Ordnung der Sperlingsvögel (Passeriformes). Er hat ein stark metallisch glänzendes, irisierendes Federkleid in blauen bis violetten Farbtönen und gilt als monogam lebender Vogel. Sein Verbreitungsgebiet liegt in den südlichen afrikanischen Staaten mit offenen leicht bewaldeten Gebieten und Savannen mit Baumbestand und übersichtlichem Boden. Er ernährt sich überwiegend von verschiedenen Insekten und Früchten.

## Merkmale

### Körperbau und Gefieder
Der Riesenglanzstar misst etwa 30–34 cm. Sein Gewicht liegt zwischen 74 und 138 Gramm. In Sambia fällt diese Starenart als relatives Leichtgewicht im unteren Gewichtsbereich auf, während er in Namibia die deutlich höheren Gewichte aufweist.
Das Gefieder auf der Oberseite hat einheitlich stark irisierende metallisch glänzende Farben. Sein Gefieder besteht aus sogenannten Strukturfedern, die ihre Farben ohne Pigmente durch Lichtbrechung hervorrufen. Der besondere Glanz wird durch die in der Struktur der Federn eingebundenen Melanosome, die unter einem Keratinfilm liegen, hervorgerufen. Das Besondere dieser Melanosome sind ihre plättchenartige und innen hohle Form. Die Plättchen sind einfach, vielfach geschichtet oder alternierend (wechselweise) angeordnet.
Der Kopf zeigt sich in einem schillernden grünlichen Blau, das sich im Übergang zum Nacken deutlich abgegrenzt. Nacken und Hals erscheinen in einem violetten Blau mit einem leicht purpurnen Stich. Die Zügel zwischen Schnabel und Auge sind schwarz und die Ohrdecken sowie die Flecken unterhalb der Augen haben einen dunklen bronzenen Ton. Kinn und Kehle sind blaugrün, Schulterpartie und Rücken schillern metallisch blaugrün und gehen in einen leicht purpurfarbenen Glanz an Bürzel und Schwanzdecken über. Brust und Bauchbereich stellen sich ebenso blaugrün dar, während das Zentrum der Gürtelpartie oft purpurfarben ausfällt. Die Seiten, Unterbauch und untere Schwanzfedern sind blau. Die ersten beiden Flügelfedern stellen sich in einem dunklen Blau mit purpurfarbenem Glanz dar und die nachfolgenden Flügelfedern in einem schattierten kräftigen Blau. Die Flügel sind breit und an den Enden abgerundet. Der Schnabel und die Beine sind schwarz.
Die Merkmale der Juvenilen unterscheiden sich von den Altvögeln deutlich. Ihnen fehlt der Glanz der adulten Riesenglanzstare und sie wirken wenig reizvoll und matt. Die Rückenpartie zeigt ein grünliches Blau und die Unterseite stellt sich matt in einem bläulichen Schwarz dar.

### Auge
Die Augen des Riesenglanzstar sind in einem dunklen Braun gehalten. Wie die meisten Vögel, abgesehen von den nachtaktiven Arten, sehen die Prachtglanzstare ihre Umwelt anders als wir Menschen. Im Gegensatz zum Menschen hat der Star für das Farbsehen vier und nicht nur drei Fotorezeptortypen (auch Sehzellen genannt) auf der Retina (Netzhaut). Neben den für das Schwarz-Weiß-Sehen zuständigen dünneren stäbchenförmigen Rezeptoren, sind vier zapfenförmige Rezeptortypen für die Wahrnehmung bei den Staren zuständig (tetrachromatisches Sehen). Drei der vier zapfenförmigen Rezeptortypen sind für den auch vom Menschen sichtbaren Bereich des Lichtes (trichromatisches Sehen) zuständig, welche die drei Grundfarben rot, grün und blau sichtbar machen. Der vierte Rezeptor ist für die Wahrnehmungen im Bereich des ultravioletten Lichtes verantwortlich, welches für den Menschen nicht sichtbar ist. Der Lichteinfall regt die verschiedenen Rezeptortypen innerhalb der stark gefalteten und mit unterschiedlich farbigen Öltröpfchen versehenen Membranen verschieden intensiv an. Auf die unterschiedlichen Wellenlängen des Lichtes reagieren die jeweils zuständigen Rezeptoren mehr oder weniger stark, sodass die unterschiedlichen Farben und Farbtöne wahrgenommen werden. Der gegenüber dem Menschen zusätzliche UV-Rezeptor lässt die Stare unsere Umwelt erheblich differenzierter bzw. anders wahrnehmen. So sind sie in der Lage, mit Hilfe der UV-Rezeptoren Unterschiede bei den Artgenossen, dem Reifegrad der Früchte oder UV-reflektierende Spuren, die wir nicht sehen, besser und einfacher zu erkennen.

### Lautäußerungen
Die Laute des Riesenglanzstars sind eine Mischung aus rollenden, flüsternden und schrillen hohen, schnarrenden und knarrenden Tönen sowie dumpfen Lauten. Seine Gesänge sind oft längerer Natur mit mehreren kurzen Pausen. In Schwärmen stellen sich die Laute in einem ohrenbetäubenden Geschrei dar.

## Lebensraum und Verbreitung

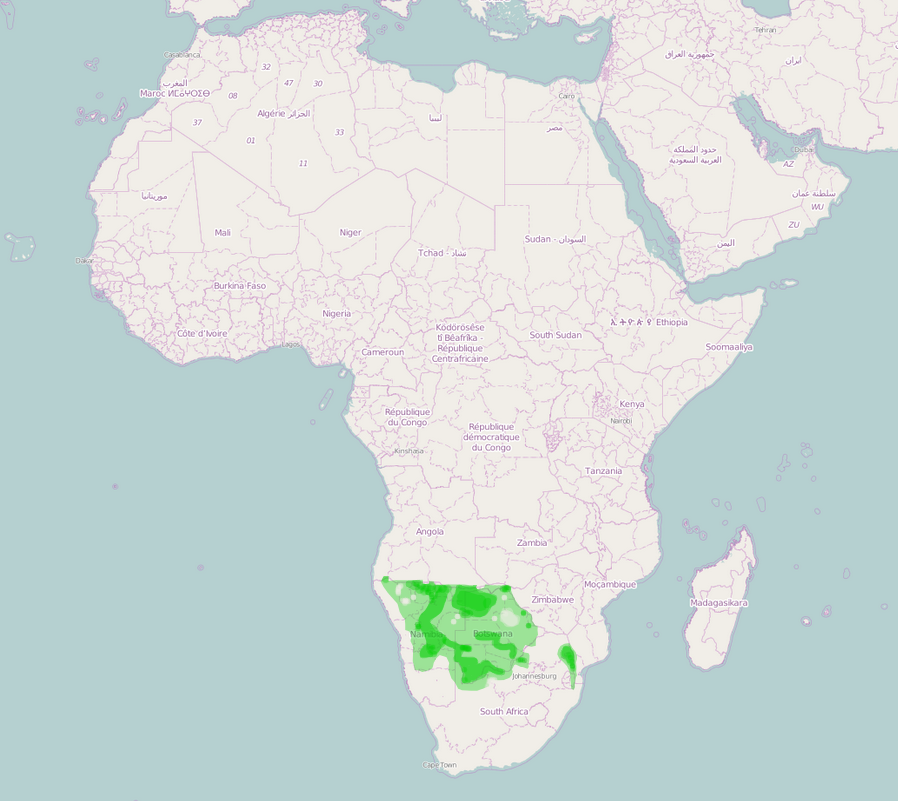
Verbreitungsgebiet (grün) des Riesenglanzstars

Er bevorzugt offene Waldflächen und Savannen mit verschiedenen Akazienarten (Acacieae) wie der Kameldorn Akazie (Vachellia erioloba) (Syn.: Acacia erioloba) und Senegalia nigrescens (Syn.: Acacia nigrescens) und Mopanebäumen einem Johannisbrotgewächs (Caesalpinioideae). Hingegen konnte er nicht in Gebieten mit dem Johannisbrotgewächs Brachystegia festgestellt werden. Seine Lebensräume liegen regelmäßig vom Tiefland bis hinauf auf 1500 m über dem Meeresspiegel.
Sein etwa 1,5 Mio. km² großes Verbreitungsgebiet liegt zum überwiegenden Teil im Südwesten und Zentrum des südlichen Afrikas, vom Südosten Angolas bis in den Südwesten Sambias, weiter südlich davon in Zentralnamibia über den Osten Namibias, entlang des Sambesi bis in den Osten Botswanas und dem äußersten Zipfel von Simbabwe im vier Länder-Eck sowie dem westlichen Grenzgebiet. Den südlichen Lebensraum bildet der Kalahari-Gemsbok-Nationalpark und der südafrikanische Kgalagadi-Transfrontier-Nationalpark bis in die tiefer gelegene Nordwest-Provinz (ehem. West-Transvaal). Ein davon isoliertes Vorkommen befindet sich im Krüger National Park, der in den im Nordosten liegenden Provinzen Südafrikas, Limpopo und Mpumalanga, bis kurz hinter die Grenze nach Mosambik und das tiefer gelegene östliche Eswatini reicht.

## Lebensweise und Verhalten

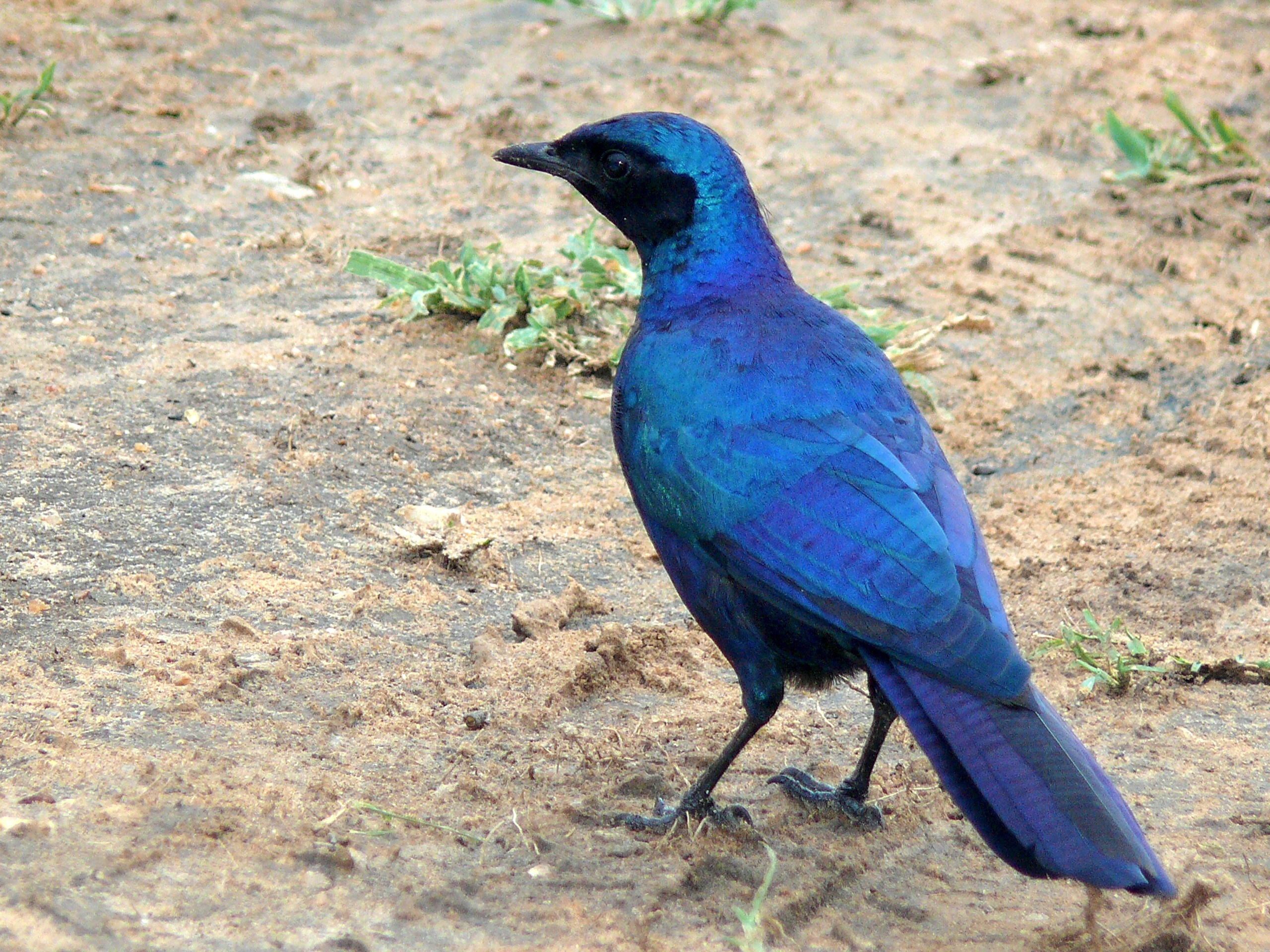
Riesenglanzstar

Der Riesenglanzstar bevorzugt freien abgegrasten Boden mit Bäumen und lebt dort meist in kleinen Gruppen. Er fliegt in der Regel gemeinsam mit bis zu 50 Artgenossen oder oft auch anderen Arten der Eigentlichen Glanzstare. Die Verteilung der Gruppen ist konsequent lückenhaft, sodass die verschiedenen Gruppen meist nicht aufeinander treffen. Eine Besonderheit bilden Schwärme von bis zu 1000 Exemplaren im Winter in Botswana. Am Schlafplatz singen die Riesenglanzstare oft über längere Zeiträume und sitzen in Gruppen singend auf den niedriger gelegenen Ästen eines Baumes. Mit dem Kopf im Nacken und den Schnabel nach oben gerichtet, lassen sie dabei ihre Flügel hängen. Oft singen sie auch am Boden. Die Mauser findet vor der Brutzeit statt.
Meist laufen sie zur Nahrungsaufnahme in großen Schritten über den Boden. Ihre bevorzugte Nahrung sind Gliederfüßer (Arthropoda) wie Heuschrecken, Termiten, Ameisen und Käfer. Bei den Früchten sind ihre bevorzugte Nahrung Beeren und andere ähnliche frische Früchte wie die der Diospyros mespiliformis aus der Gattung der Ebenholzgewächse. Auch die Blüten von Akazienarten stehen auf dem Speiseplan. In der Nähe von Camps werden sie oft auch zu Aasfressern, indem sie unter anderem Küchenabfälle verzehren.

## Fortpflanzung
Die Riesenglanzstare leben monogam. Ihre Nester bauen sie in der Regel in natürlichen oder von Spechten (Picidae) und afrikanischen Bartvögeln (Lybiidae) erstellten Baumhöhlen, die relativ groß für diese Vogelart sein müssen. Die Baumhöhlen liegen regelmäßig in einer Höhe zwischen 2 und 7 m. Ebenso nutzen sie auch Felsspalten, die geeignet erscheinen, sowie Löcher in Gebäuden, Nistkästen oder Ähnliches. Die Nester werden meist mit frischem grünem Gras, grünen Blättern, Federn, Schlangenhäuten, aber auch Stoff, Papier oder Plastikstreifen ausgepolstert. Meist legen sie 2 bis 4 blaue bis grünblaue glatte und glänzende Eier, die manchmal mit rotbraunen Tupfen meist am dickeren Ende der Eier versehen sind. Die Eier sind durchschnittlich 29 × 20 mm groß und haben ein Gewicht von 7 bis 9 Gramm. In Namibia und Botswana liegt die Brutzeit zwischen Januar und April, in Sambia vorwiegend im März und in Südafrika vorwiegend von Oktober bis Januar. Die Brutdauer beträgt etwa 15 Tage und die weitere Aufzucht der Nestlinge dauert 20–24 Tage. In dieser Zeit übernehmen beide Elternteile die Versorgung der Juvenilen und bedienen sich bei der Brut keiner Helfer, wie dies bei anderen Arten der Glanzstare manchmal der Fall ist. Ein Brutparasit bildet der Häherkuckuck (Clamator glandarius). Dessen Jungvögel werden jedoch von der eigenen Brut der Riesenglanzstare überragt, wodurch diese bei der Fütterung deutliche Vorteile haben.

## Gefährdungssituation

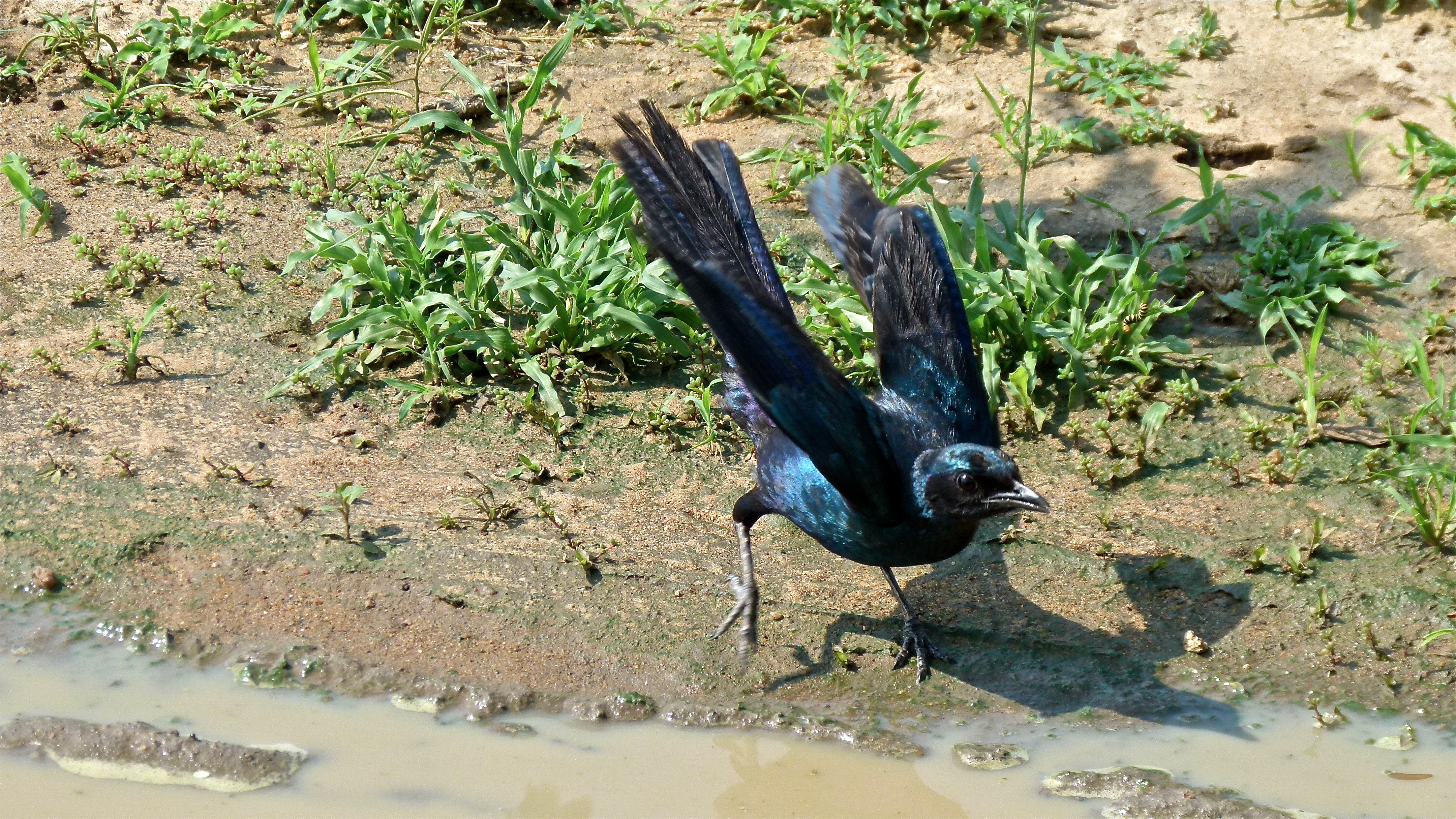
Riesenglanzstar beim Start

Gesicherte Angaben zur Größe des Weltbestandes gibt es nicht, die Art gilt jedoch im größten Teil ihres Verbreitungsgebietes als häufig und der Bestand als stabil. Der Riesenglanzstar wird von der IUCN daher als ungefährdet („least concern“) eingestuft.

## Systematik
Der Riesenglanzstar steht innerhalb der Gattung der Eigentlichen Glanzstare (Lamprotornis) in einer Verwandtschaftsgruppe mit vier weiteren Arten, die allesamt über sehr lange und fein gebänderte Schwänze verfügen. Er bildet die basale Spezies für diese Gruppe.
|  | Langschwanz-Glanzstar (Lamprotornis caudatus) |
|  |                                               |
|  | Schweifglanzstar (Lamprotornis purpuroptera)  |
|  |                                               |

|  | Mevesglanzstar (Lamprotornis mevesii) |
|  |                                       |
|  | Grauglanzstar (Lamprotornis unicolor) |
|  |                                       |

|  | Langschwanz-Glanzstar (Lamprotornis caudatus) |
|  |                                               |
|  | Schweifglanzstar (Lamprotornis purpuroptera)  |
|  |                                               |

|  | Mevesglanzstar (Lamprotornis mevesii) |
|  |                                       |
|  | Grauglanzstar (Lamprotornis unicolor) |
|  |                                       |

|  | Langschwanz-Glanzstar (Lamprotornis caudatus) |
|  |                                               |
|  | Schweifglanzstar (Lamprotornis purpuroptera)  |
|  |                                               |

|  | Mevesglanzstar (Lamprotornis mevesii) |
|  |                                       |
|  | Grauglanzstar (Lamprotornis unicolor) |
|  |                                       |

|  | Langschwanz-Glanzstar (Lamprotornis caudatus) |
|  |                                               |
|  | Schweifglanzstar (Lamprotornis purpuroptera)  |
|  |                                               |

|  | Mevesglanzstar (Lamprotornis mevesii) |
|  |                                       |
|  | Grauglanzstar (Lamprotornis unicolor) |
|  |                                       |